# Castel Goffredo
Castel Goffredo je obec (Comuni) v provincii Mantova v regionu Lombardie v severní Itálii. Nachází se 35 kilometrů od Mantovy a jen o několik kilometrů více od města Brescia. Asi 20 kilometrů severně od obce leží Gardské jezero.
Sesterským městem obce je Piran ve Slovinsku.

## Historie
Obec byla založena již v době bronzové. Od 9. století do roku 1115 obec patřila Diecézi Brescia.

## Geografie
Sousední obce: Castiglione delle Stiviere, Medole, Ceresara, Casaloldo, Asola, Acquafredda, Carpenedolo